# Volkswagen LT
Volkswagen LT – samochód dostawczy klasy wyższej i lekki samochód ciężarowy o dopuszczalnej masie całkowitej nieprzekraczającej 5,5 tony produkowany przez niemiecką markę Volkswagen w latach 1975 - 2006.

## Pierwsza generacja

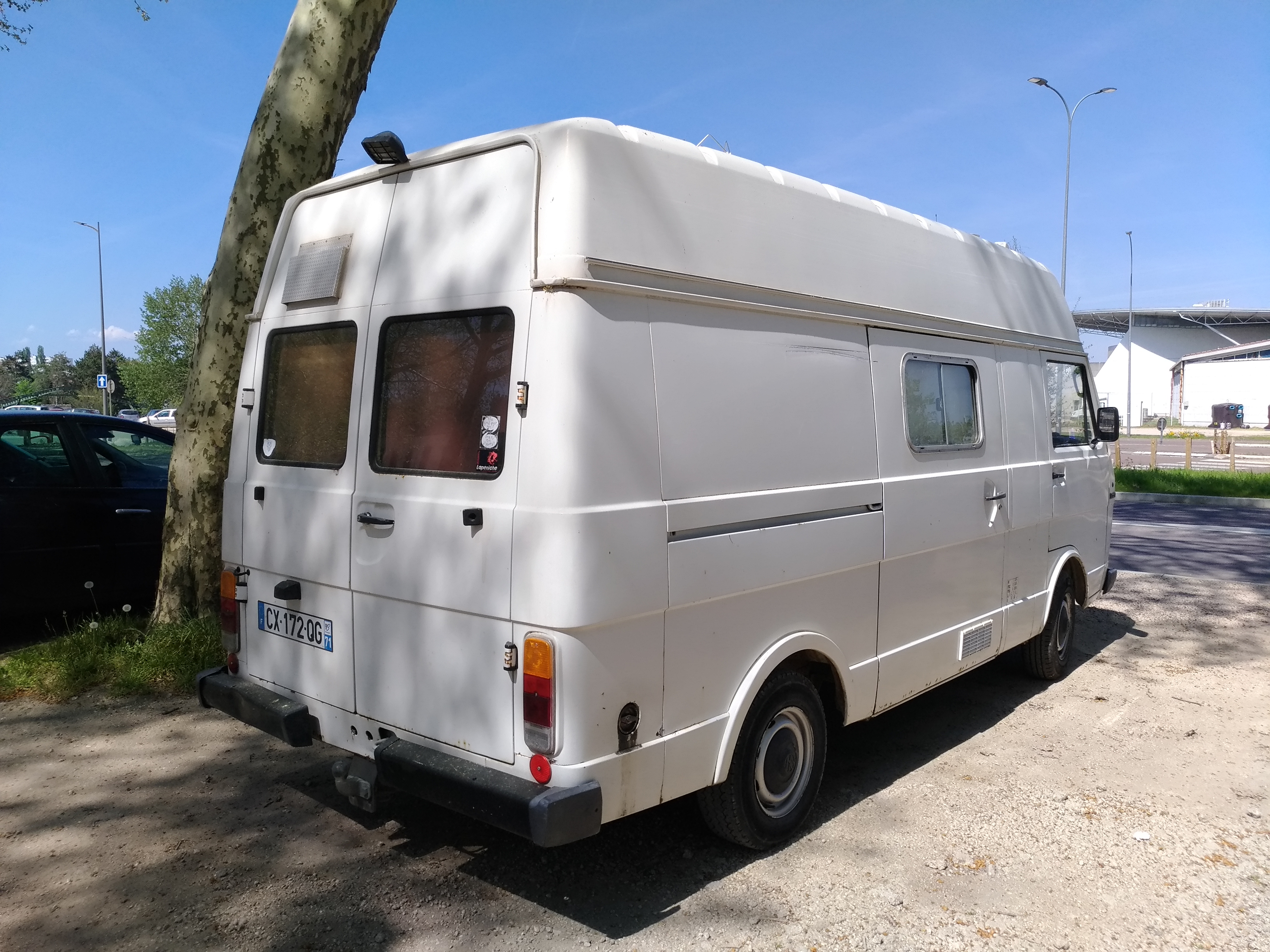
Volkswagen LT I - tył

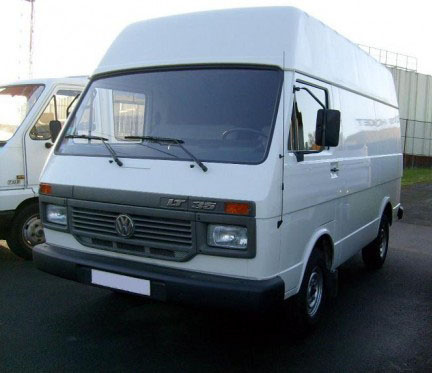
Volkswagen LT I po liftingu

Volkswagen LT I został zaprezentowany po raz pierwszy w 1975 roku.
Nazwa modelu to skrót od niemieckich słów Lasten Transporter, czyli transporter do przewozu ciężarów. Auto zostało po raz pierwszy oficjalnie zaprezentowane w Berlinie w 1975 roku. Samochód produkowany był wyłącznie w zakładach w Hanowerze. Pojazd zyskał formę klasycznego transportera dostępnego w trzech rozstawach osi, z dwiema wysokościami dachu, w trzech klasach ładowności. W 1986 roku auto przeszło lifting. Zmienione zostały m.in. przednie reflektory, które zmienione zostały z okrągłych na prostokątne. W 1988 roku na bazie pojazdu zbudowano model Florida. Wiosną 1993 roku zmieniono atrapę chłodnicy. 
W latach 1979–1993 w ramach współpracy koncernu Volkswagen AG z koncernem MAN SE produkowano na wspólnej linii produkcyjnej model MAN-VW, którego dopuszczalna masa całkowita mieściła się pomiędzy sześcioma a ośmioma tonami.
Łącznie wyprodukowano 471 221 egzemplarzy pojazdu.

### Silniki
Początkowo pojazd napędzany był czterocylindrowym silnikiem benzynowym o pojemności 2 l i mocy 75 KM (55 kW). W 1976 roku do oferty wprowadzono silnik wysokoprężny brytyjskiego przedsiębiorstwa Perkins Engines Company Limited o pojemności 2.7 l i mocy 65 KM. Z powodu zbyt słabych osiągów, w 1978 roku rozpoczęto montaż sześciocylindrowych jednostek wysokoprężnych powstałych po dodaniu dwóch cylindrów do silnika 1.6 D znanego z Volkswagena Golfa. Samochody z silnikiem 2.4D o mocy 75 KM trafiły do sprzedaży w 1979 roku. Silnik ten wykorzystany został przez szwedzkie przedsiębiorstwo motoryzacyjne Volvo Car Corporation do napędu modelu Volvo 240, które stało się pierwszym autem zasilanym sześciocylindrowym silnikiem wysokoprężnym. W stosunku do oryginalnego silnika podwyższona została moc do 82 KM. Wiosną 1983 roku wprowadzono turbodoładowany silnik sześciocylindrowy o mocy 102 KM.

## Druga generacja

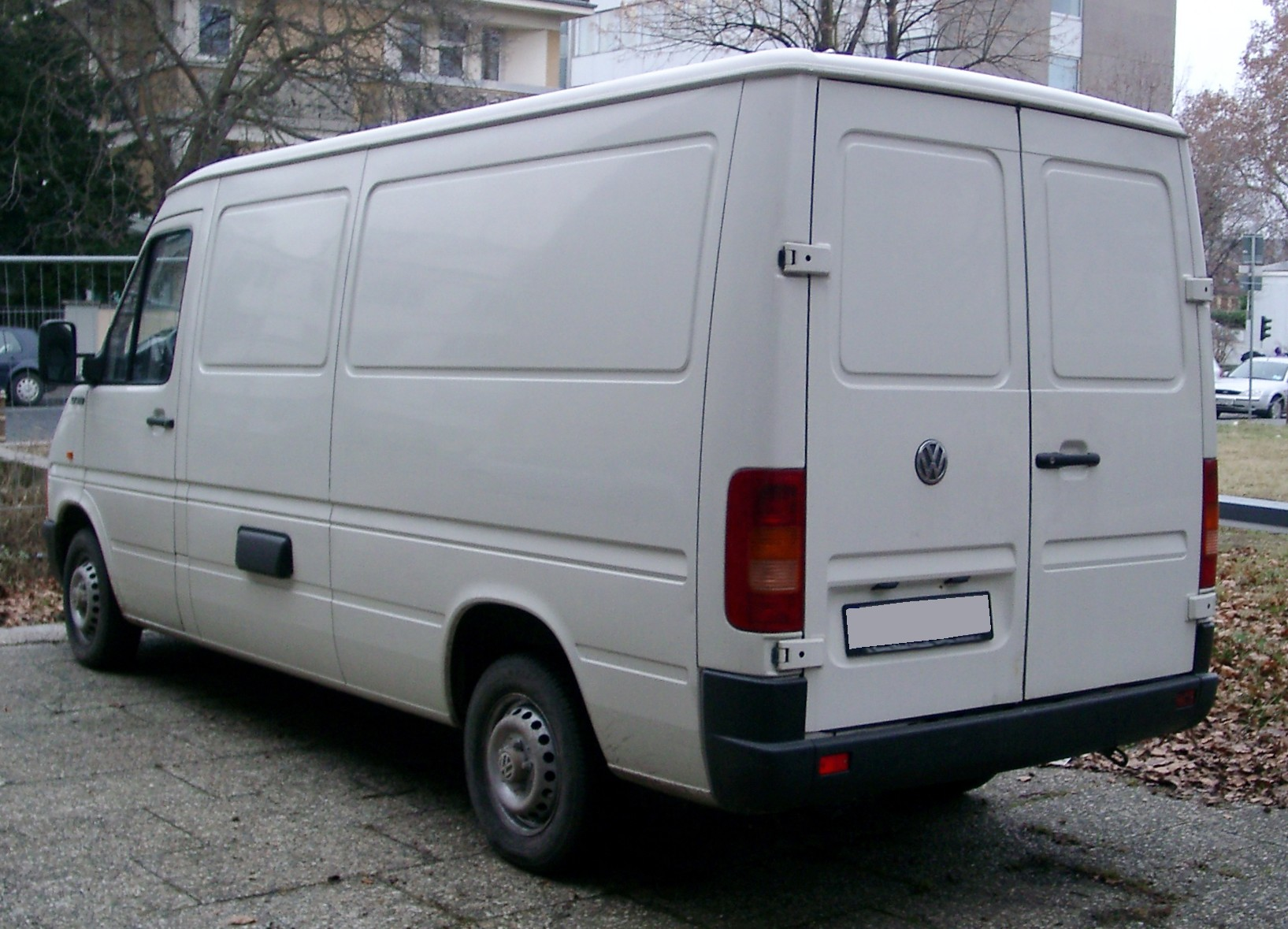
Volkswagen LT II - tył

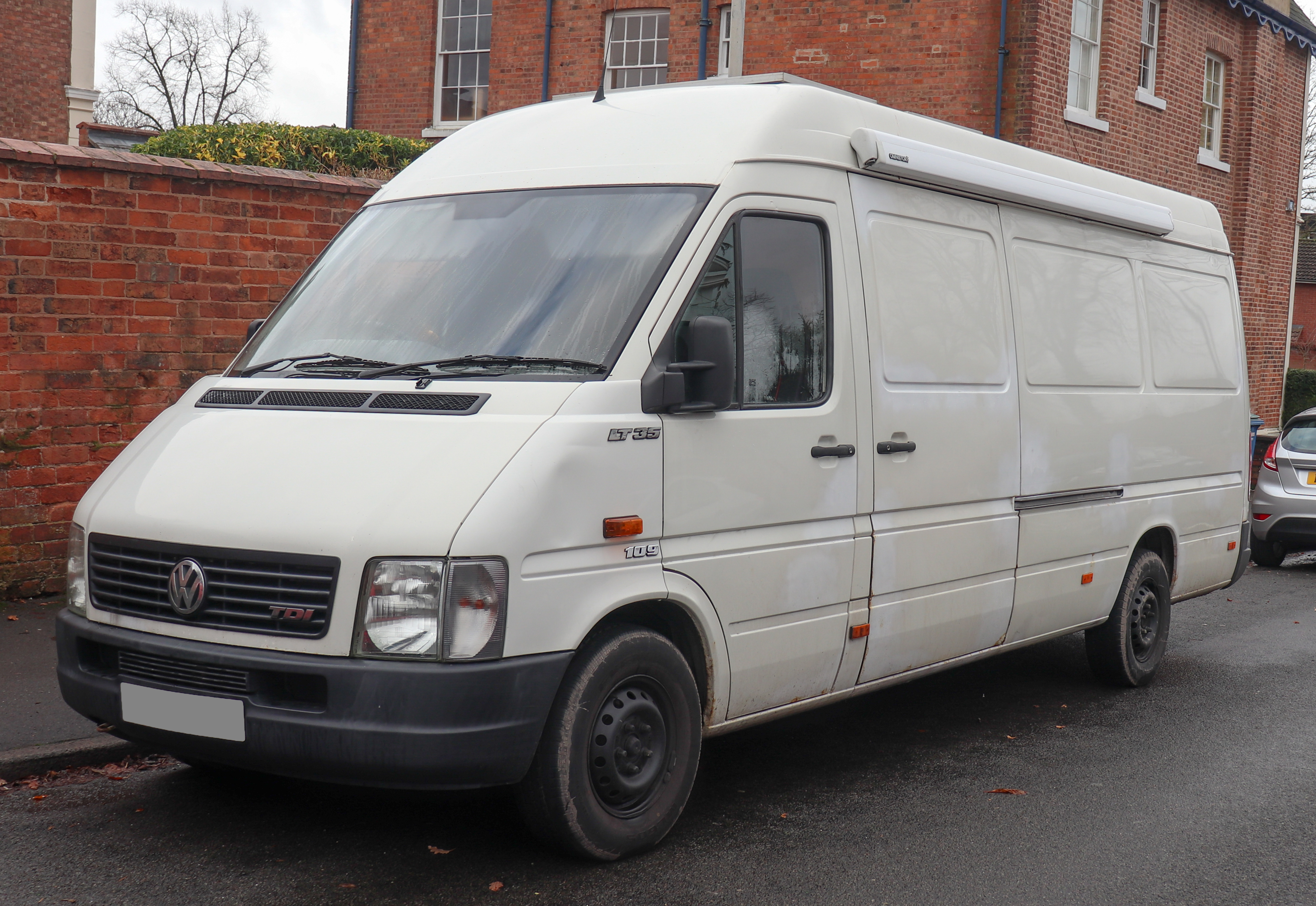
Volkswagen LT II po liftingu

Volkswagen LT II został zaprezentowany po raz pierwszy w 1996 roku.
Pojazd zbudowany został w ramach spółki joint venture z niemieckim koncernem motoryzacyjnym Daimler AG, który w 1995 roku wprowadził bliźniaczy dla modelu LT model Sprinter. Auto zaprezentowane zostało podczas targów motoryzacyjnych w Lipsku w 1996 roku. 
Samochód produkowany był w trzech różnych długościach i dwóch różnych wysokościach o dopuszczalnej masie całkowitej nieprzekraczającej 4,6 tony. Oprócz wersji furgonowych produkowano także wersję osobową LT Kombi.
W 2006 roku auto zastąpione zostało modelem Crafter.

### Silniki
Do napędu pojazdu wykorzystane zostały pięciocylindrowe silniki wysokoprężne z bezpośrednim wtryskiem paliwa o pojemności 2.5 l. Wersja wolnossąca SDI osiągała moc 75 KM, natomiast wersje turbodoładowane TDI osiągały moce: od 83 do 109 KM. Z czasem gama jednostek napędowych uzupełniona została o brazylijskie silniki 2.8 TDI rozwijające moc 125 i 158 KM. W latach 1996–2003 na wybranych rynkach motoryzacyjnych auto dostępne było także z benzynowym silnikiem o pojemności 2.3 l i mocy 143 KM.
Wersje i wyposażenie
Pojazd był oferowany w różnych wersjach. Są to m.in. van 3,4 i 5--drzwiowy, 2-drzwiowy kamper, 2-drzwiowy autobus( 20 + 1 siedzeń) i wiele więcej... W zależności od wersji i od rocznika pojazd mógł być wyposażony w: poduszkę powietrzną kierowcy, ABS, ESC, elektryczne sterowanie szyb oraz elektryczne sterowanie lusterek, a także w klimatyzacje manualną.